# یوهانی پلتونن
یوهانی پلتونن (فنلاندی: Juhani Peltonen؛ زادهٔ ۹ نوامبر ۱۹۳۶) بازیکن فوتبال اهل فنلاند بود.
از باشگاه‌هایی که در آن بازی کرده‌است می‌توان به باشگاه فوتبال هاکا و باشگاه فوتبال هامبورگ اشاره کرد.
وی همچنین در تیم ملی فوتبال فنلاند بازی کرده‌است.